# Lourdeskapelle (Schwarzach)

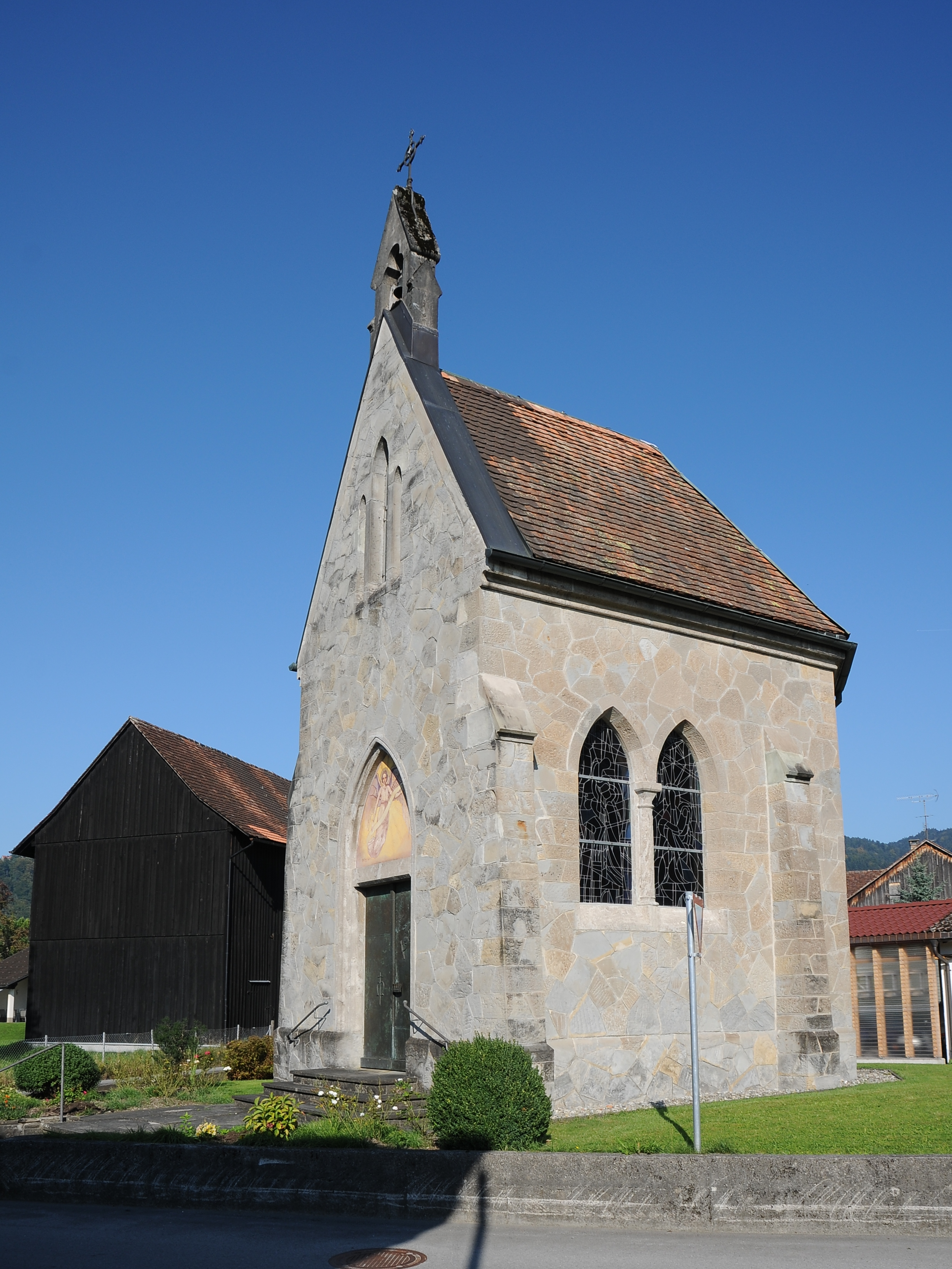
Lourdeskapelle in Schwarzach

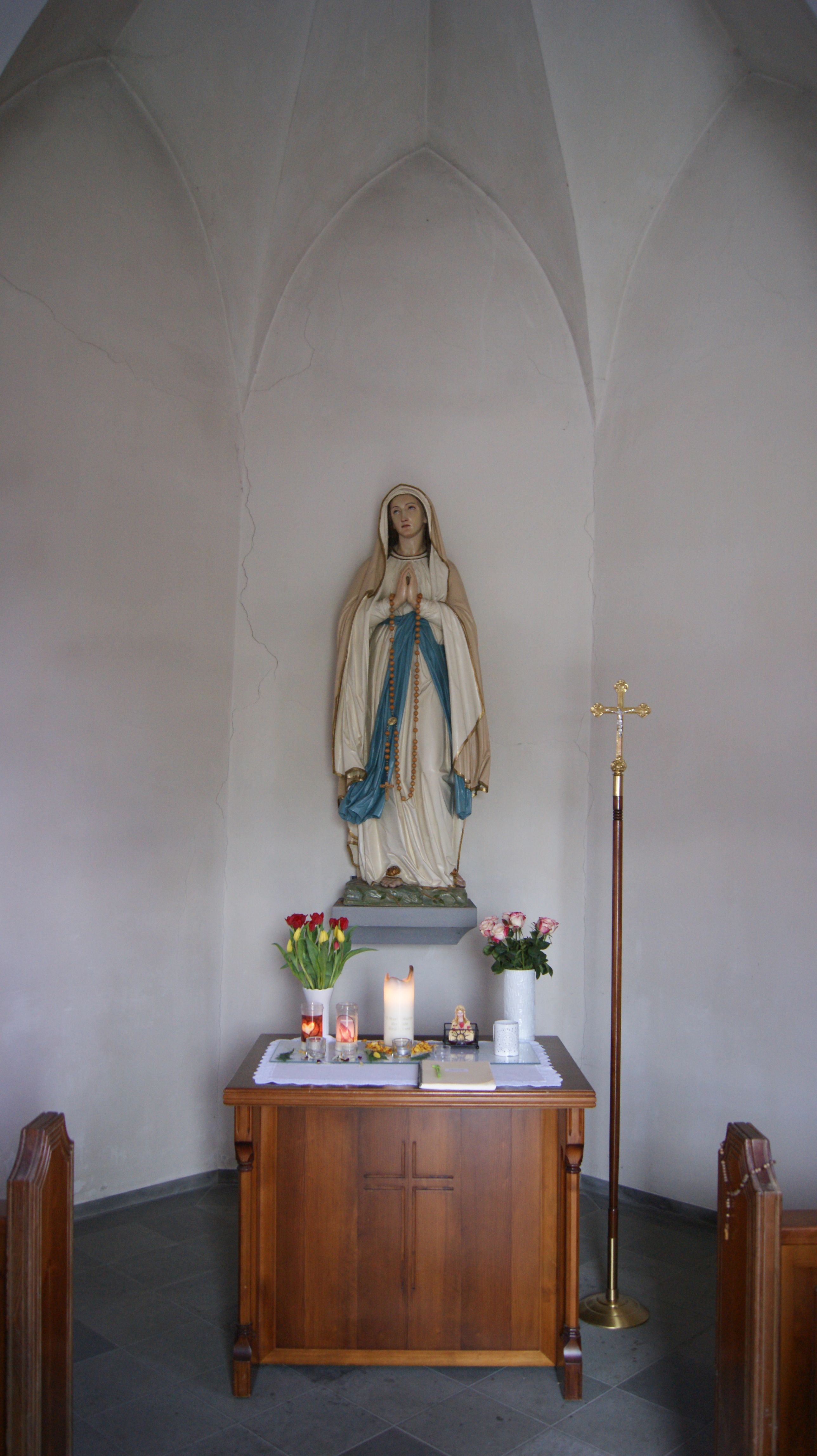
Altar in der Kapelle mit der Muttergottes

Die römisch-katholische  Lourdeskapelle steht in der Gemeinde Schwarzach im Bezirk Bregenz in Vorarlberg. Die Kapelle gehört zur Pfarrkirche Schwarzach in Schwarzach und damit zum Dekanat Bregenz der Diözese Feldkirch. Die Kapelle ist Unserer lieben Frau in Lourdes geweiht.
Das Bauwerk steht unter Denkmalschutz.

## Lage
Die Kapelle (etwa 427 m ü. A.) steht in der Gemeinde Schwarzach an der Straßenkreuzung zwischen Kapellenstraße und Gebhard-Schwärzler-Straße, leicht erhöht. Die Kapelle selbst hat keine Hausnummer.

## Geschichte
Die Kapelle ließ Johann Kohler in den 1890er Jahren wegen eines Kranken-Gelübdes seines 1896 verstorbenen Schwiegervaters, des Gemeindevorstehers und Fabrikanten Gebhard Schwärzler (20. März 1815 – 24. März 1896) errichten; die Einweihung fand 1897 statt. Die Kapelle wurde 1929 erstmals renoviert und die Lourdesgrotte 1964 entfernt. In den 1990er Jahren wurde die bis dahin in Privateigentum befindliche Kapelle an die katholische Kirche übertragen.

## Kapellenbau
Der neugotische Rechteckbau mit annähernder Nordwest/Südost-Ausrichtung wurde nach Plänen von Georg Baumeister erbaut und ähnelt äußerlich der Pfarrkirche in Schwarzach. Die eingeschoßige Kapelle ist ein freistehender Steinbau mit etwa 12 m Giebelhöhe (Gesamthöhe mit Dachreiter etwa 14 m) und nimmt eine Fläche von rund 42 m² ein.
Die metallbeschlagene Tür und der flache, offene Glockendachreiter auf dem Satteldach befinden sich nordwestlich. Das Satteldach ist mit Biberschwanzdachziegeln gedeckt. Der Bau selbst ist unverputzt und die sichtbaren Natursteine wurden als Gestaltungselement eingesetzt. Auf der südwestlichen und nordöstlichen Längsseite befinden sich je zwei Spitzbogenfenster in Holzrahmen mit Glasfenstern mit abstrakter Darstellung biblischer Motive (Kreuztragung, Verkündigung, Maria mit dem Kinde, Kreuzabnahme) von Hubert Berchtold.
1929 wurde durch Franz Lins aus Bregenz im Spitzbogen über der Eingangstür ein Engelbild installiert.
Der Betraum und Altarraum sind voneinander nicht abgegrenzt und hat ein unechtes Tonnengewölbe. Im Betraum finden etwa zwölf Personen sitzend Platz.

## Ausstattung
Im Innern befindet sich über der Tür eine Inschrift mit Daten zur Stiftung der Kapelle und zu Renovierungen. Die Kapellenbänke sind aus schlichtem, lackiertem Tannenholz, auf denen etwa 12 Personen Platz finden.
Im offenen Glockendachreiter hängt eine Glocke, die zu besonderen Anlässen geläutet wird.